# 提坎加爾縣
提坎加爾縣是印度的一個縣，位於該國中部，由中央邦負責管轄，面積5,048平方公里，識字率為62.57%，人口在2001至2011年期間增長20.11%，2011年人口1,444,920，人口密度每平方公里286人。

## 外部連結
- Tikamgarh District website
- Bundelkhand Website

24°44′24″N 78°49′48″E / 24.74000°N 78.83000°E